# یواس‌اس اوگلتورپ (ای‌کی‌ای-۱۰۰)
یواس‌اس اوگلتورپ (ای‌کی‌ای-۱۰۰) (به انگلیسی: USS Oglethorpe (AKA-100)) یک کشتی بود که طول آن ۴۵۹ فوت ۲ اینچ (۱۳۹٫۹۵ متر) بود. این کشتی در سال ۱۹۴۵ ساخته شد.